# Jenő Jenőfi
Jenő Jenőfi (Budapest, 25 novembre 1912 – Gödöllő, 26 febbraio 1945) è stato un calciatore ungherese, di ruolo attaccante.

## Carriera
Fu capocannoniere del campionato ungherese nel 1943 a pari merito con Gyula Zsengellér e Predrag Tricknell "Dustro".